# Typhlocybella minuta
Typhlocybella minuta är en insektsart som först beskrevs av Delong 1924.  Typhlocybella minuta ingår i släktet Typhlocybella och familjen dvärgstritar.
Artens utbredningsområde är Florida. Inga underarter finns listade i Catalogue of Life.